# Alberto Barberis
Pour les articles homonymes, voir Barberis.
Alberto Barberis, connu sous le surnom de Ju-Ju (né le 1er janvier 1883 à Verceil dans le Piémont en Italie et mort le 8 avril 1976 était un joueur de football italien, qui évolua au poste d'attaquant.

## Biographie
Étudiant en jurisprudence, il débute les matchs officiels avec le club de la Juve, créé quelques années plus tôt, lors de la saison du championnat d'Italie 1900.
Il joue le premier match de sa carrière avec le club piémontais le 11 mars 1900 lors d'une défaite 1-0 contre le FBC Torinese. C'est en 1905 qu'il s'illustre lorsque son club, créé 8 ans plus tôt, remporte son premier Scudetto (championnat d'Italie).
Ensuite étudiant à l'Université de Turin, il travaille pour vivre dans l'entreprise de textile d'Alfred Dick, président de la Juventus de 1905 à 1906. Lorsque Dick, obligé de quitter la présidence du club, décida de fonder le club du Torino, il proposa à Barberis de rejoindre son nouveau club, et, à la suite du refus de ce dernier de quitter la Juve, il fut licencié par l'entrepreneur suisse.
Son seul et unique but avec la Juventus arrive en championnat le 6 juin 1909 lorsqu'il inscrit le but du 2-1 contre l'US Milanese.
Lors de la fin de la saison 1912, Alberto Barberis totalise pas moins de 23 matchs officiels en championnat avec la Juventus (avec qui il dispute sa dernière rencontre le 10 décembre 1911 lors du Derby della Mole et un nul 1-1 contre le Torino).

## Palmarès
Juventus
- Championnat d'Italie (1) :
  - Champion : 1905.
  - Vice-champion : 1903, 1904 et 1906.